# 八幡平

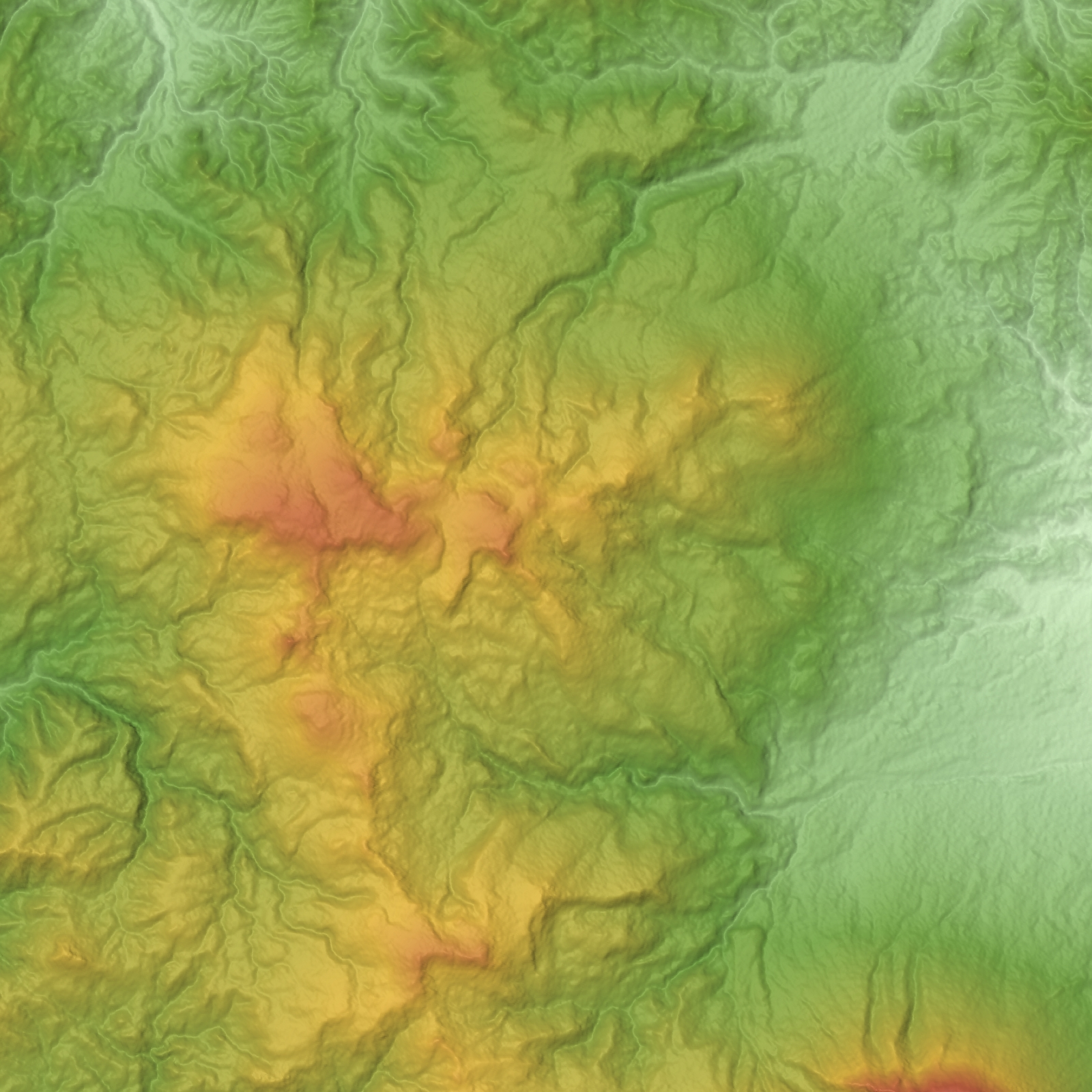
八幡平火山の火山体地形図

八幡平（はちまんたい）は、秋田県と岩手県にまたがる標高1,614 mの山及びその周囲の高原台地。深田久弥の日本百名山に挙げられている。山域は1956年（昭和31年）に十和田八幡平国立公園に指定されている。

## 特徴
およそ100万年前に噴出したいくつかの火山でできている。山頂部のなだらかな様子からかつては楯状火山（アスピーテ）とされていたが、現在では山頂が侵食や爆発により台地状になった成層火山と分類されている（詳しくは火山#地形による分類を参照）。頂上部には9千年前から5千年前に発生した水蒸気爆発により多くの火口ができている。その火口に水がたまった、八幡沼やガマ沼、メガネ沼などの沢山の火口沼がある。
国立公園八幡平地域は40,489haの広さがあり、ほとんどが国有林である。八幡平一帯は北緯40度付近の標高1,400m以上の場所にあり、アオモリトドマツの原生林に覆われ、さまざまな高山植物の群落が発達している。
冬季は北西の季節風の影響により八幡沼などは結氷し、アオモリトドマツなどに付いた樹氷が大きく発達して日本最大級の樹氷群となる。
八幡平山頂には二等三角点がある。あまりに平らで山頂らしくないということで、1962年（昭和37年）に岩手県によって土盛りが行われた。それが崩れてきたので、1986年（昭和61年）に国立公園指定30周年を記念して木造の展望台が作られた。この展望台も老朽化したため2012年（平成24年）に取り壊されたが、降雪による工事中断と工事業者の倒産などにより、2年間あまり展望台が無い状態が続いていた。その後2014年（平成26年）10月に新しい展望台が建てられ、10月10日に神事が執り行われた。

## 伝承
伝説によると、桓武天皇の勅命で奥州蝦夷征伐に訪れた坂上田村麻呂は、山賊の残党を追う途中に八幡平にたどり着き、その極楽浄土のような景色に感激した。そこで、戦の神である八幡神宮を奉り戦勝を祈り、残党を討伐後に再度高原の八幡神宮を訪れ、戦勝の報告を行うとともに、この地を「八幡平」と名付けたとされる。ただ、史実では坂上田村麻呂はこの地には至っていない。

## 観光
八幡平には展望が良い山が3ヶ所あり、「八幡平三大展望地」と言われている。畚岳、源太森、茶臼岳がそれである。
1993年（平成5年）に頂上付近の見返峠の駐車場で料金徴収が開始された。これは、有料道路であった八幡平アスピーテラインが無料化されたことと、松川温泉と藤七温泉を結ぶ樹海ラインの開通により、利用者の急増が見込まれるため、利用者に自然保護の負担を求めることが目的である。駐車料金は、公園施設の維持管理と美化清掃などの費用として使われている。
5月の下旬から6月の上旬にかけて、八幡平頂上付近の鏡沼の雪解け状況がまるで竜の目のように見えることから、「八幡平ドラゴンアイ」と呼ばれている。

### トレッキングコース

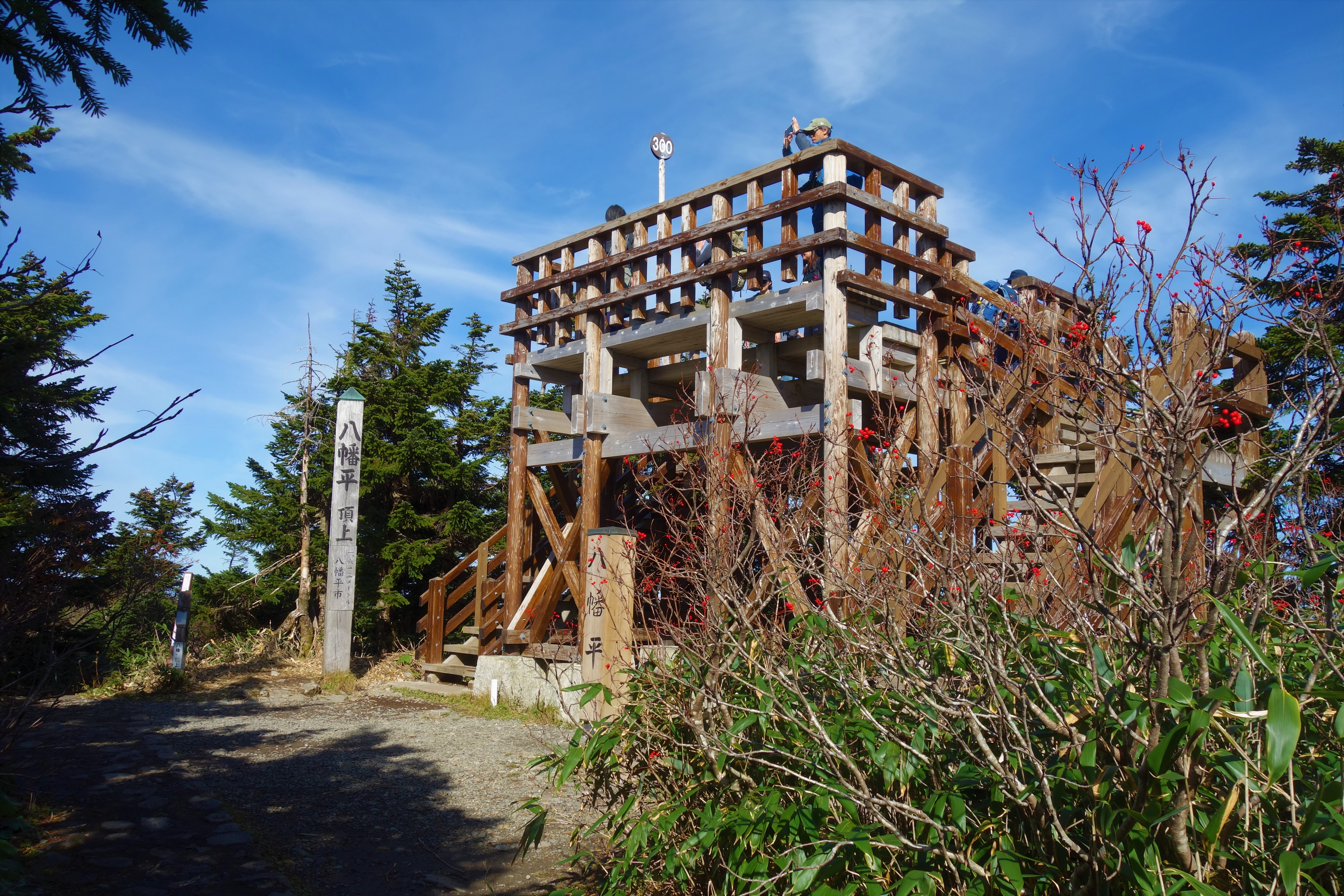
八幡平山頂部

コースは基本コースと、八幡沼展望台から分岐する2つのサブコースがある。
- 基本コース：アスピーテライン頂上駐車場(30分)→八幡沼展望台(10分)→八幡平頂上(20分)→分岐(10分)→八幡平頂上駐車場〈所要約1時間10分〉
- サブコース（基本コースの八幡沼展望台から分岐）：
  1. 八幡沼展望台→八幡沼一周(40分)→分岐(10分)→八幡平頂上駐車場〈所要約1時間30分〉
  2. 八幡沼展望台→八幡沼(25分)→源太森(40分)→黒谷地(30分)→茶臼岳(30分)→茶臼口バス停〈所要約2時間45分〉

### 温泉
八幡平周辺は東北地方でも有数の温泉地帯、特徴のある温泉が多数湧出している。頂上近くの藤七温泉や蒸ノ湯温泉（ふけのゆ）のほかに、少し足を伸ばせば火山地獄が見られる後生掛温泉や、北投石で有名な玉川温泉などの名湯がある。一帯は八幡平温泉郷として、国民保養温泉地にも指定されている。

### 陵雲荘
八幡沼の湖畔に建つのが避難小屋の陵雲荘である。最初に建てられたのが1957年（昭和32年）で、その後4度改築されている。内部には暖炉もあるため、樹氷見物のスキーヤーたちもしばしば利用している。建設当時は「凌雲荘」という字が使われていて「雨雲を凌ぐ荘」だったのだが、いつの間にか「雲の陵（墓）の荘」と字が変わっている。薪は常備されていないので、持参する必要がある。

### 藤助森
大正時代に蒸ノ湯温泉を経営していた阿部藤助は、秋田県鹿角郡宮川村の助役を8年、村長を15年無報酬で務めたほか、鹿角郡農会長などを歴任し、電灯会社を興し、観光や農業など郷土の興隆に生涯をささげた人物である。阿部は八幡平までの山道を切り開いている。八幡平山頂から西北西500mにある藤助森(1604m)は彼の功績にちなんで名付けられた。藤助森の地形図への記載は以前は記載されていたが、最近の地形図からは削除されていた。山スキー愛好家で元行政マンの多田均は藤助森が冬季スキーツアーのコースの分岐点にあることから、遭難防止や遭難救助等の面から地形図の整備や指標を設置する必要性に着眼。鹿角、仙北、八幡平各市の山岳会等に呼びかけて2012年6月、児玉一鹿角市長にその旨を陳情。市長が国土地理院に申請し、8月に登載が決まった。新地形図は従来の地形図がなくなり次第発行される。

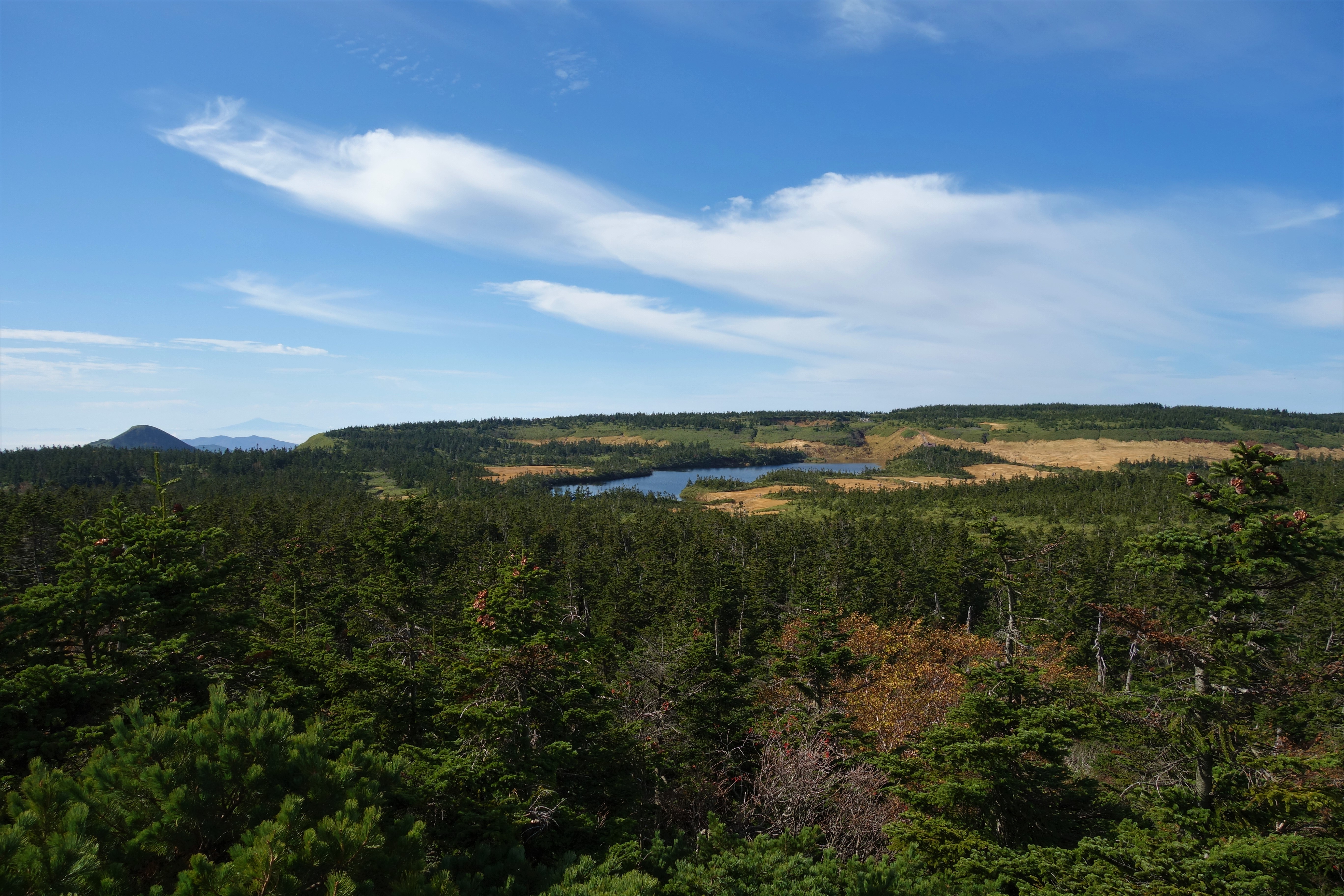
源太森からの八幡沼

### 源太森
八幡平三大展望地の一つが源太森である。名前の由来は、坂上田村麻呂の部下で、偵察役の霞源太忠義と、忠春が敵の様子を探った場所であるとする伝説から付けられた。

### 八幡沼

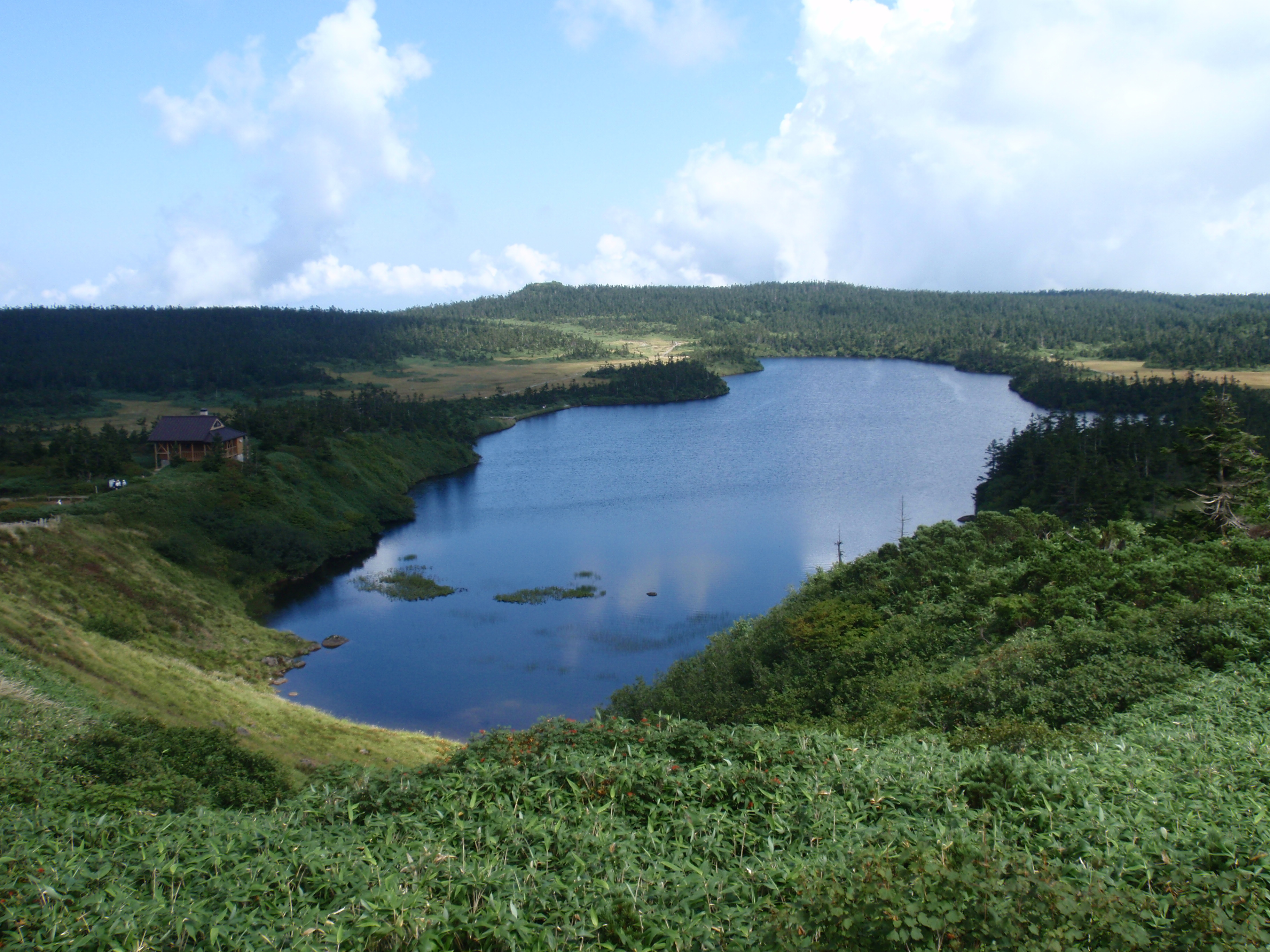
八幡沼

東西600m、南北200mの大きな沼である。最大水深は22.4mで、複数の火口が連なってできた複合火口湖である。こうした爆裂火口湖はこの付近に18個ほど連なっており、およそ6000年前に水蒸気爆発によって形成された。八幡沼は岩手県で２番目に大きな自然湖である。周囲には八幡沼湿原が広がっており、湿原から浸透してくる水によって涵養される湖水は、泥炭のために淡いコーヒー色に染まった黒い青色をしている。湖畔には避難小屋の陵雲荘があり、八幡沼と陵雲荘を望む場所には休憩広場が造られている。休憩広場は踏みつけにより高山植物が荒らされ、現在は植生回復のために試験が行われている。
伝説では、坂上田村麻呂が岩手山を拠点とする大武丸（大猛丸）を攻撃する時、源太森を物見台として、この八幡沼のほとりに軍を集め、8本の旗を立てて八幡神に戦勝祈願したとされる。八幡平という名もこの八幡沼の伝承が元になっている。

### ガマ沼
八幡沼近くのガマ沼は２つの爆裂火口が連なってできた沼で「お釜」のような形が名前の由来である。最大水深は9.1m。湖水は周囲の湿原から浸透してきており、その色は硫黄コロイデのために少しにごった青緑色をしている。ガマガエルや植物のガマは生育していない。代わりにサンショウウオは成育している。

### 鏡沼

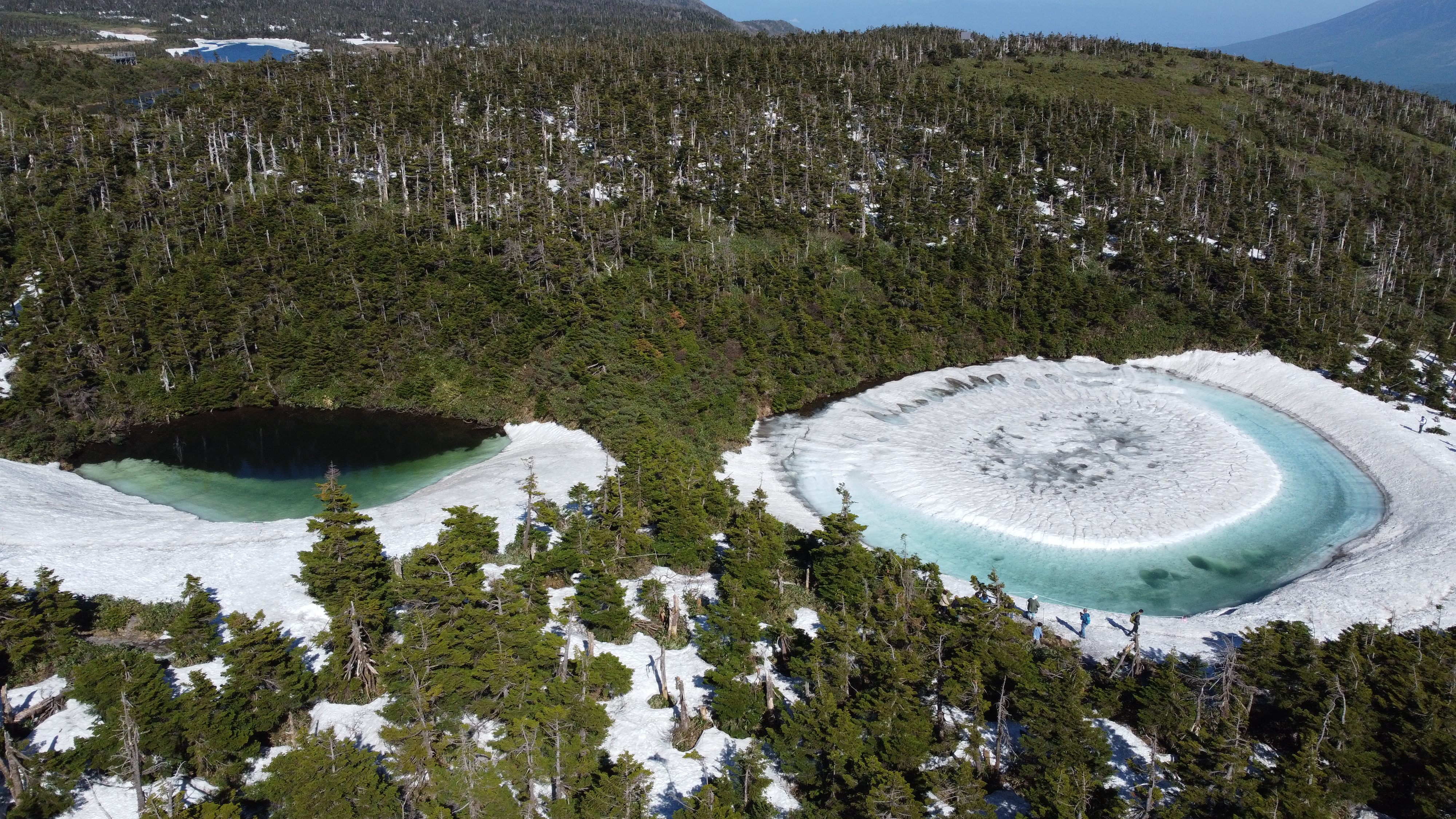
鏡沼（右）

山頂近くにある鏡沼（直径約50m）は、5月後半から6月初旬にかけて、雪が溶けると全体が巨大な「目玉」のように見える。雪解けの季節にだけ見られる現象で、「ドラゴンアイ」として宣伝や案内が行われている。見られるのは2週間ほどである。かなりの雪が残っている時期なので、実際に見るためにはそれなりの装備が必要である。
また、2025年には、訪問者が子連れのクマに襲われた事例もあり、鹿角市は「入山する際は複数人で行動し、クマスプレーを携行する」など対策を呼びかけている。

## 楚人冠落馬記念碑

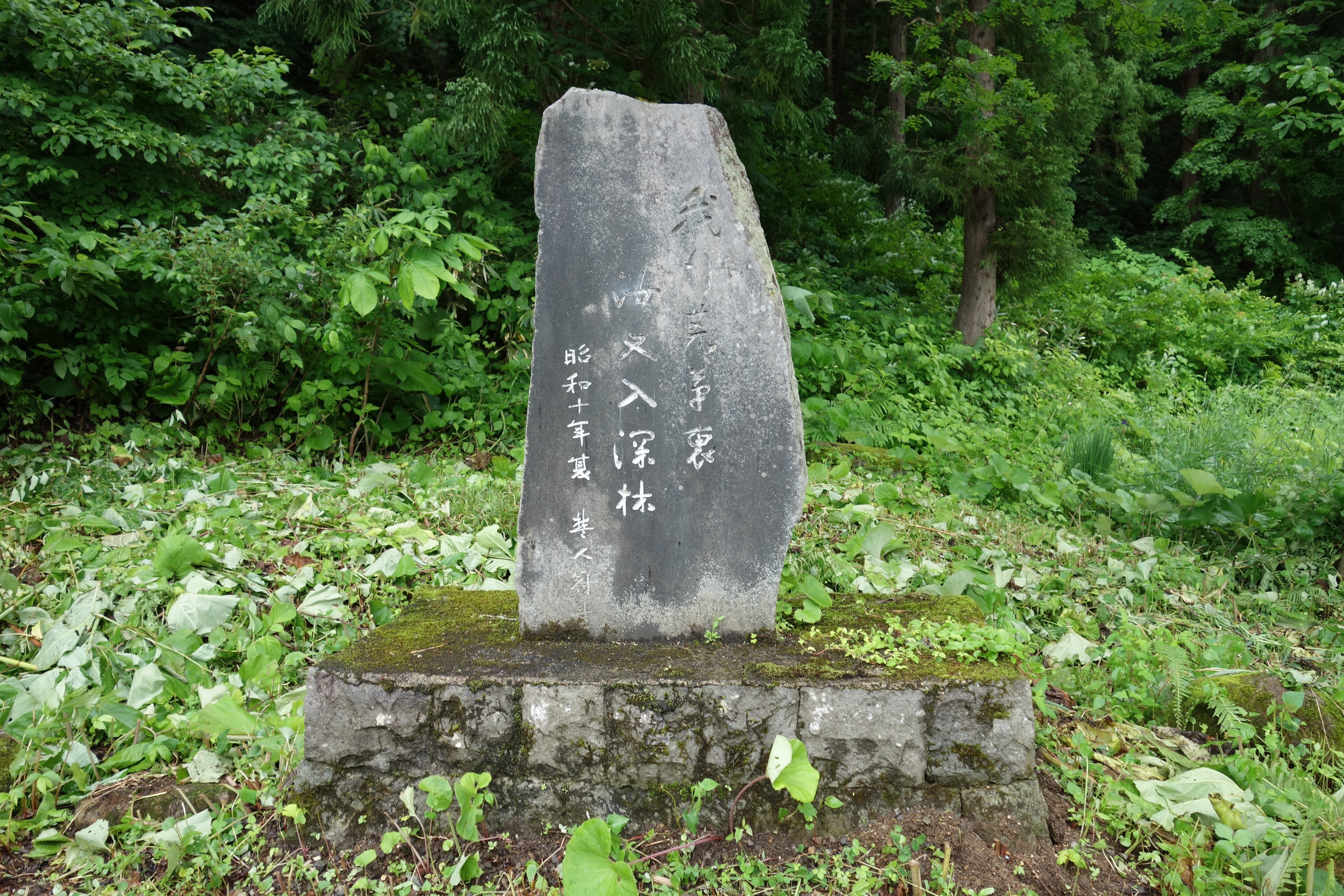
楚人冠落馬記念碑

八幡平が全国に知られるようになったのは、杉村楚人冠の働きが大きい。
杉村楚人冠は、1934年（昭和9年）7月12日、湯瀬温泉で本社から石井光次郎営業局長、木村通信部長とともに東北三県朝日会(販売店主会議)に出席した後、13日楚人冠は八幡平登山に向かった。一行は車で坂比平まで行き、そこから八頭の馬に分乗してトロコ温泉に着いた。昼食をすませ、蒸の湯を目ざそうとした。石井、木村の両氏はここから下山し十和田湖をまわって帰京の予定だった。いったん彼らと別れを交わして先発した楚人冠は、ほどなく木村部長の声に呼び止められた。思い直し二人も登山することにしたという。心強さをおぼえた楚人冠は、思わず「バンザイ」と叫び、馬をおりようとしたが、その時馬が動き、右足のゴルフ靴のイボがあぶみに深くはまって宙に吊り下げられたかっこうになった。右手をのばし、やっと足をはずしたところで、どしんと落ちた。そこはさいわい、深い草の上だった。本人はさして痛みを感じなかったらしいが、うしろにいた馬子が「ボキッ」とにぶい音をきき、洋服から骨が突き出たのを目撃している。それでも本人は、はじめ骨折には半信半疑だったようだ。石井光次郎は柔道三段で、若いころ神戸で接骨医の家に下宿したこともあって、応急乎当は手なれたものだった。金剛杖を副木に、馬子の豆しぽりの手拭で腕をしばり、戸板の上の人となって下山する。 永田の集落に、8代も続いたセガリ（民間の接骨師）がいて、7代目の老人が名人といわれて健在だった。その老人の治療を受けて、その夜は谷内の阿部村長の家へ一泊、翌日から一週間再び湯瀬ホテルの客となった。腕が不自由なだけで、口もハラも丈夫だから、押しかける見舞い客を相手に、時節はずれのきりたんぽを振舞うやら、馬食会と称して、馬肉はおろか土地の人もめったに食わない馬の肝を五分厚にきって塩焼きにした料理を食べるやら、八幡平での奇禍をかえって楽しい温泉遊山にした。
楚人冠のこの文章がアサヒグラフ9月5日号に出て八幡平が急に全国に知られるようになった。その翌年、関直右衛門や阿部藤助らが提唱し、トロコ温泉の落馬の地に「楚人冠落馬記念碑」を建てる動きになった。除幕式は1周年のあとの8月のある日、楚人冠を迎えて行なわれた。そして、この時に念願の八幡平登山もかない、3日の行程で蒸ノ湯温泉から頂上をきわめ後生掛温泉から焼山越えをし、さらに玉川温泉まで踏破した。帰京後ただちに「八幡平再挙」の一文がアサヒグラフに登場した。蒸ノ湯のオンドル式温泉浴がよほど気にいったものらしく「天下の珍湯」として紹介されている。記念碑は、落馬地点から数歩とへだてない場所に建てられた。高さ180cm、幅48cmの地元産の自然石で、トロコ温泉のすこし手前にあったが、バイパスがここを起点につくられるため、記念碑は土台を新しく石で畳んで移転させられ別の場所にある。（北緯40度00分49.7秒 東経140度48分23.3秒 / 北緯40.013806度 東経140.806472度）

## 八幡平系の山
- 秋田焼山
- 畚岳
- 諸桧岳

## アクセス

### 自動車
- 岩手県道・秋田県道23号大更八幡平線（八幡平アスピーテライン）

### バス
- 岩手県側
  - 岩手県北バス 盛岡バスセンター～盛岡駅前～松尾歴史民俗資料館～八幡平頂上 直通便では2時間2分 ※松尾歴史民俗資料館で乗継となる場合あり
- 秋田県側
  - 羽後交通・秋北バス（共同運行）田沢湖駅前～田沢湖畔～玉川温泉～八幡平頂上 2時間16分
  - 秋北バス 鹿角花輪駅前～八幡平駅前～八幡平頂上 1時間18分

いずれも季節運行。「八幡平頂上」バス停は見返峠駐車場にある。

## 八幡平にちなむ自治体名
- 秋田県鹿角郡八幡平村 （1956年（昭和31年）6月15日 - 1972年（昭和47年）3月31日、現鹿角市）
- 岩手県八幡平市 （2005年（平成17年）9月1日 - ）

## 八幡平 画像ギャラリー

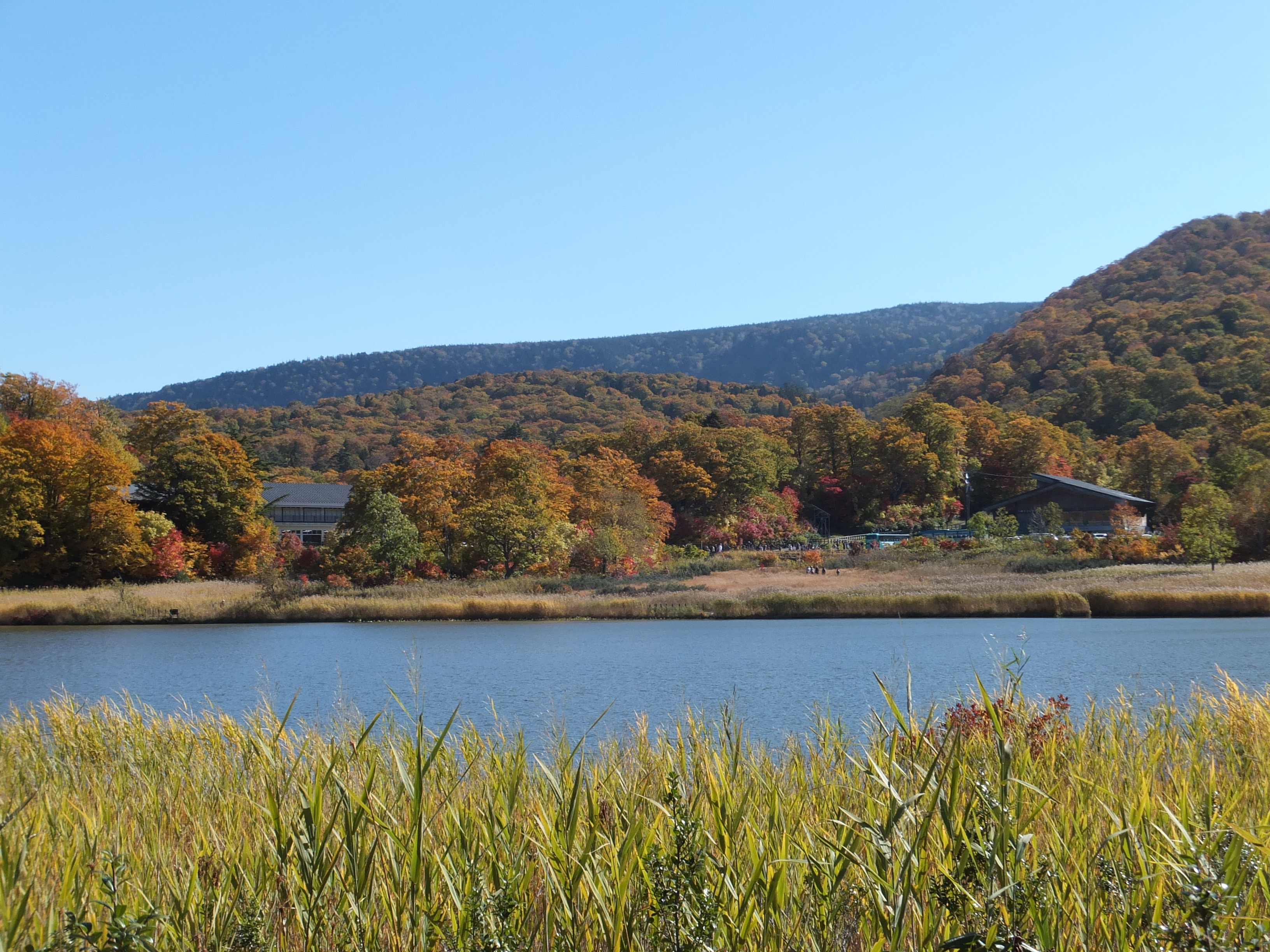
八幡平大沼
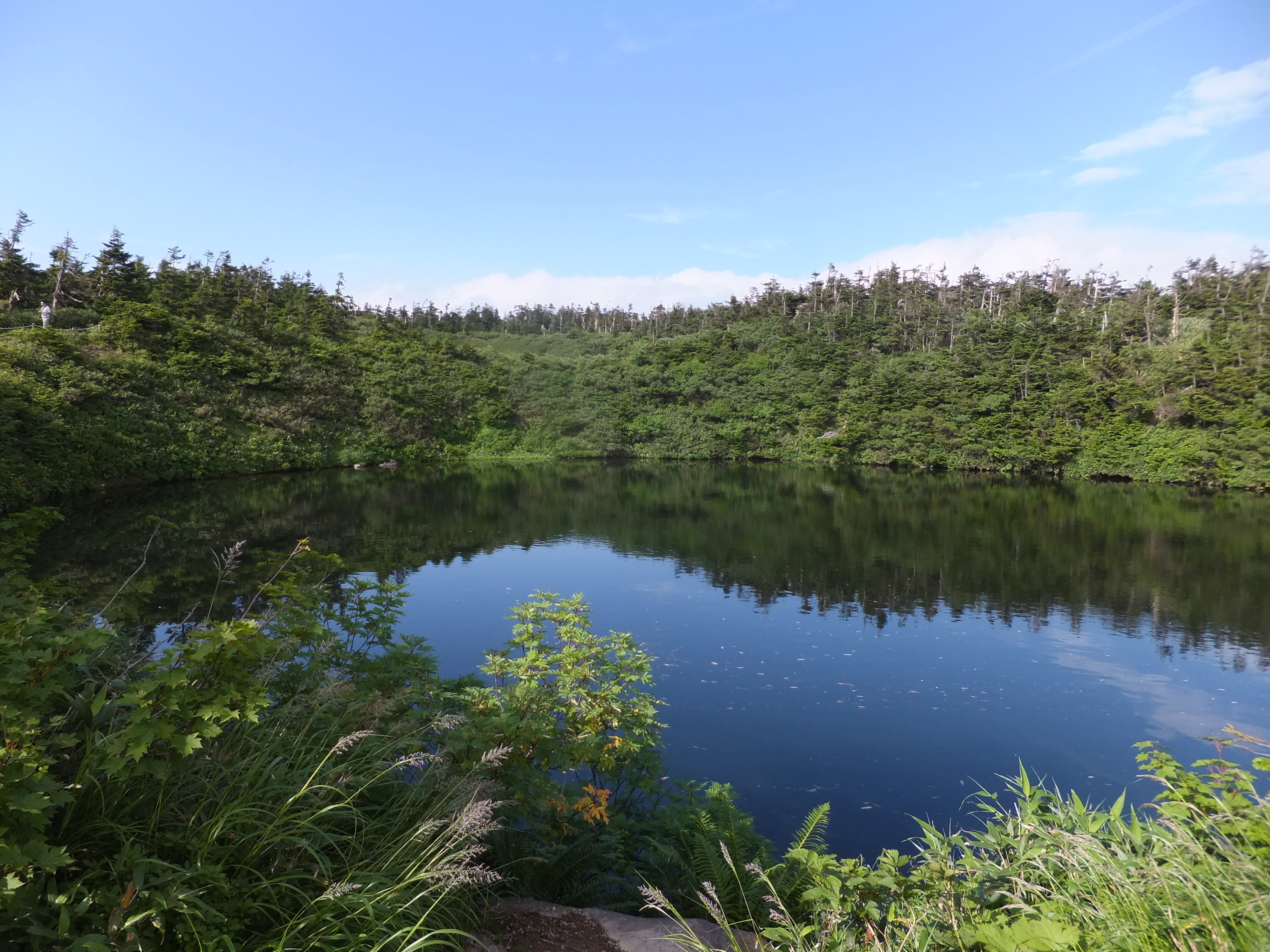
鏡沼
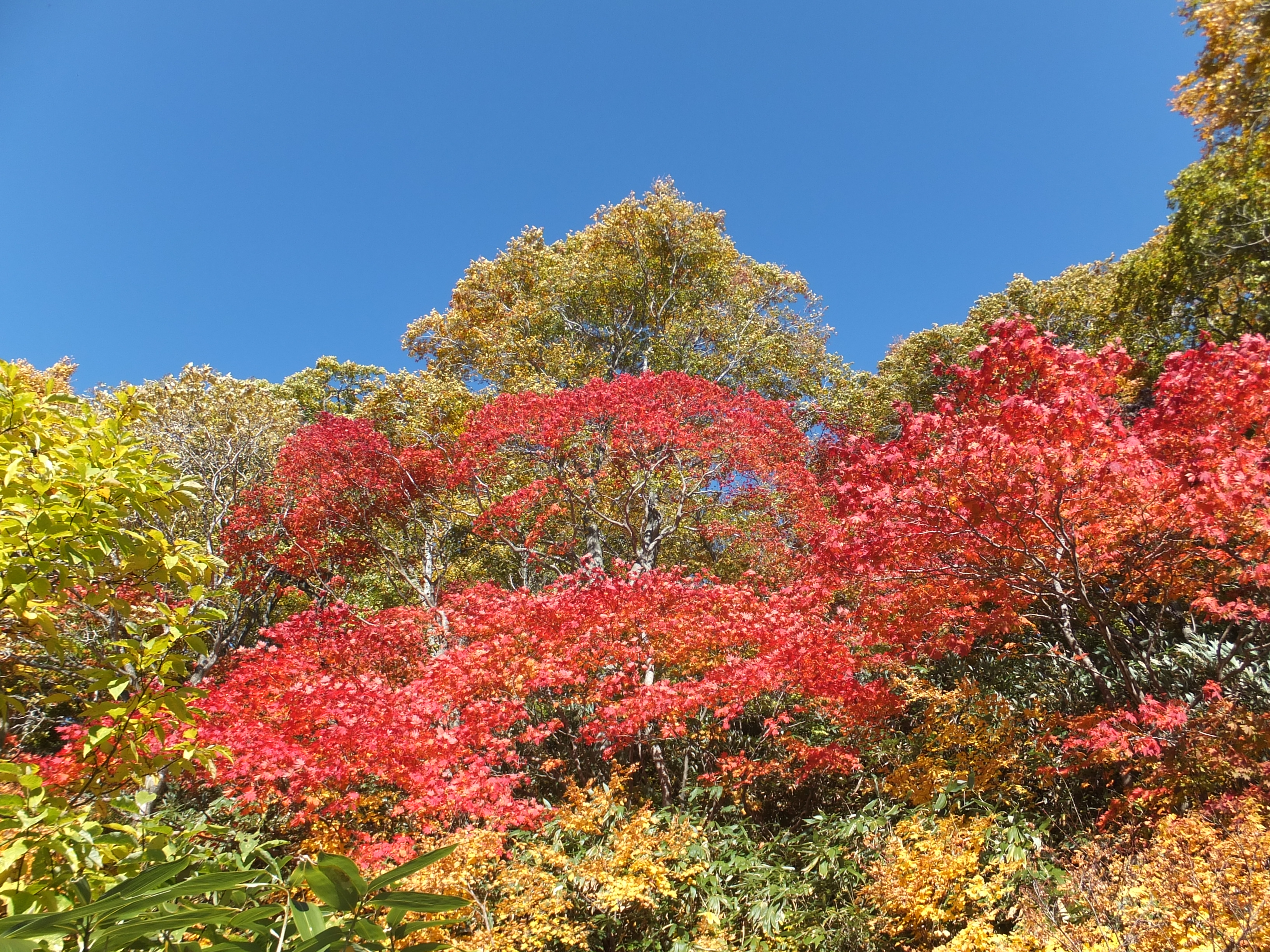
八幡平大沼の紅葉
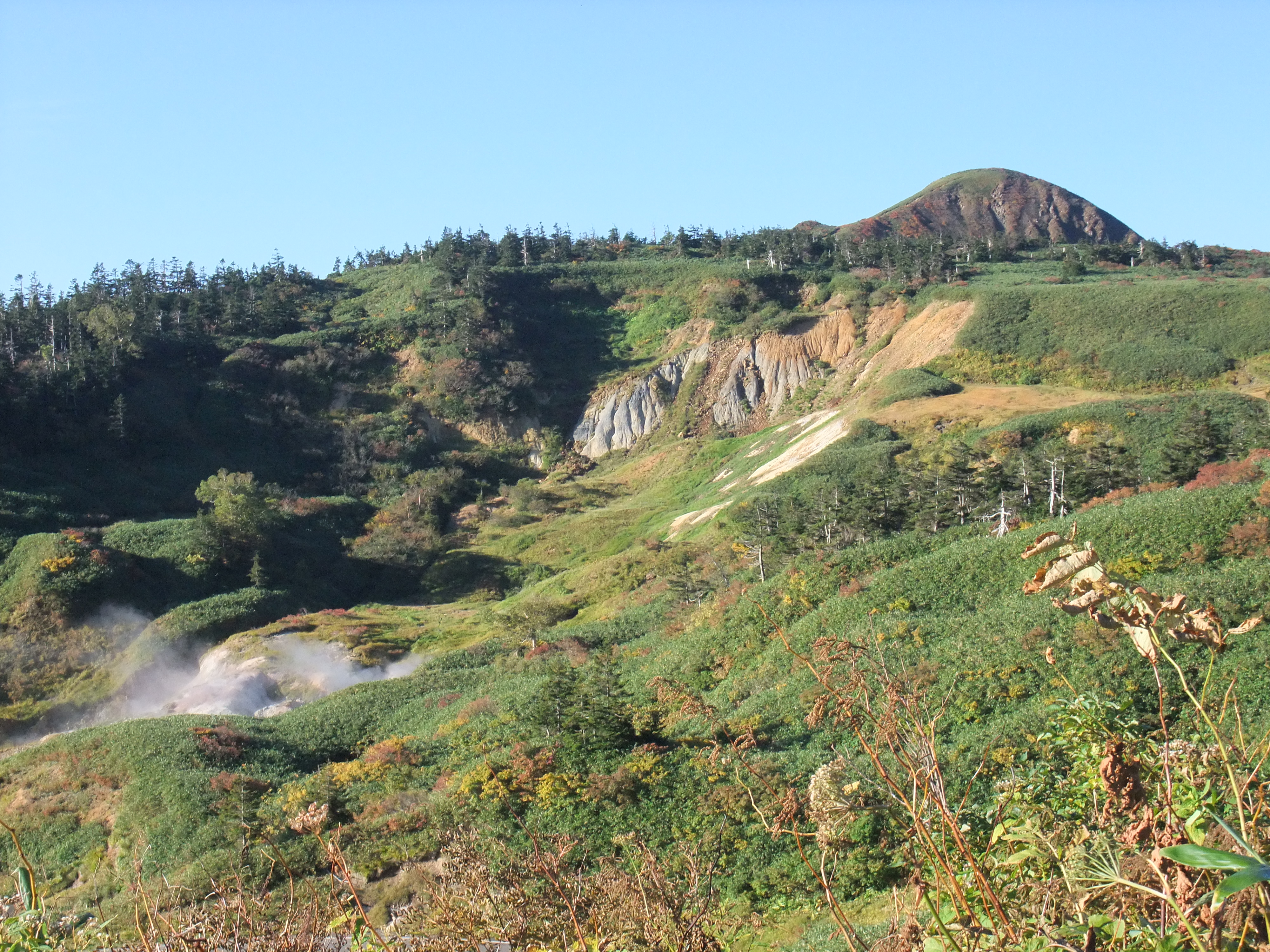
畚岳と藤七温泉(野湯)
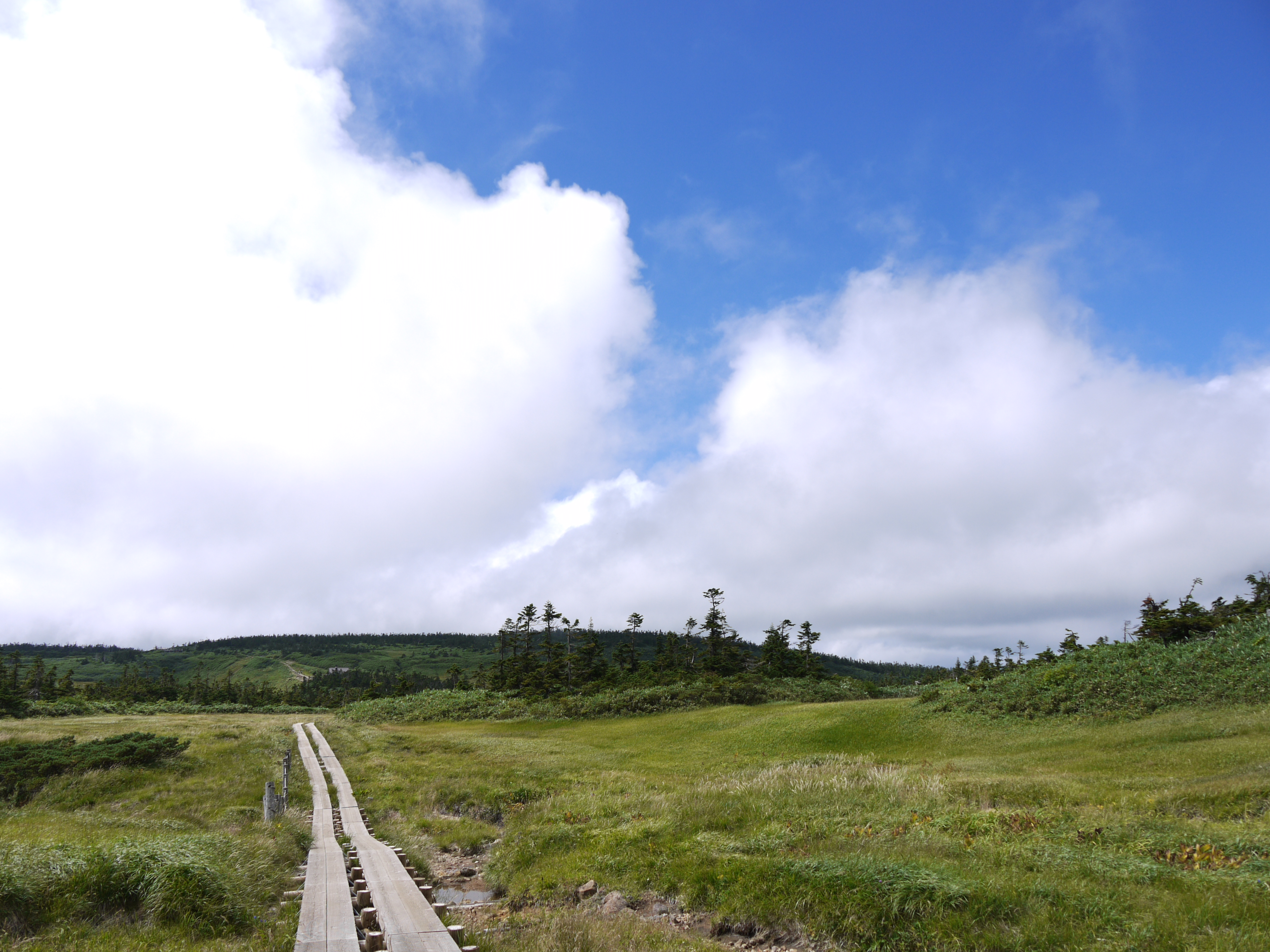
八幡平トレッキングコース
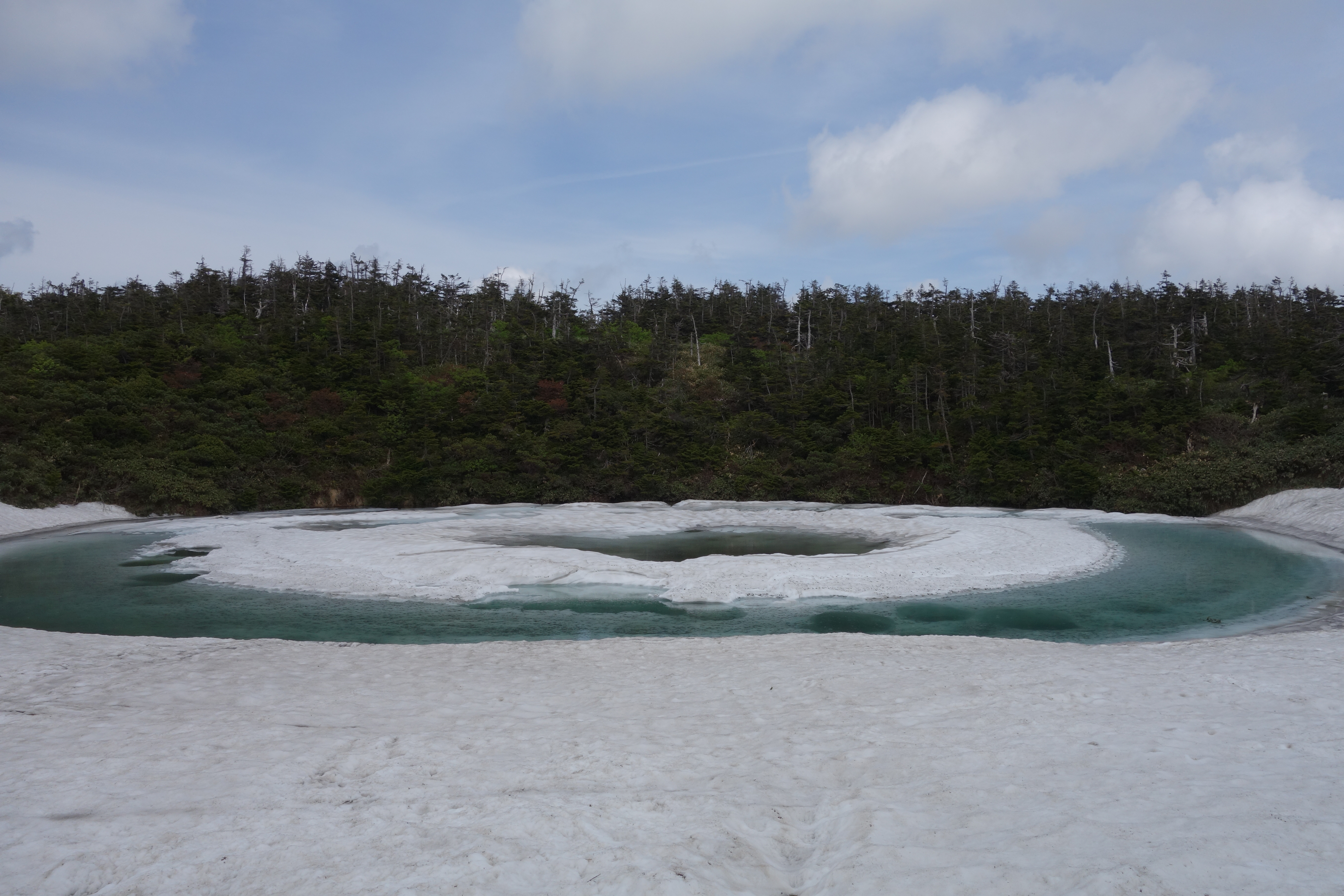
鏡沼 "ドラゴンアイ"
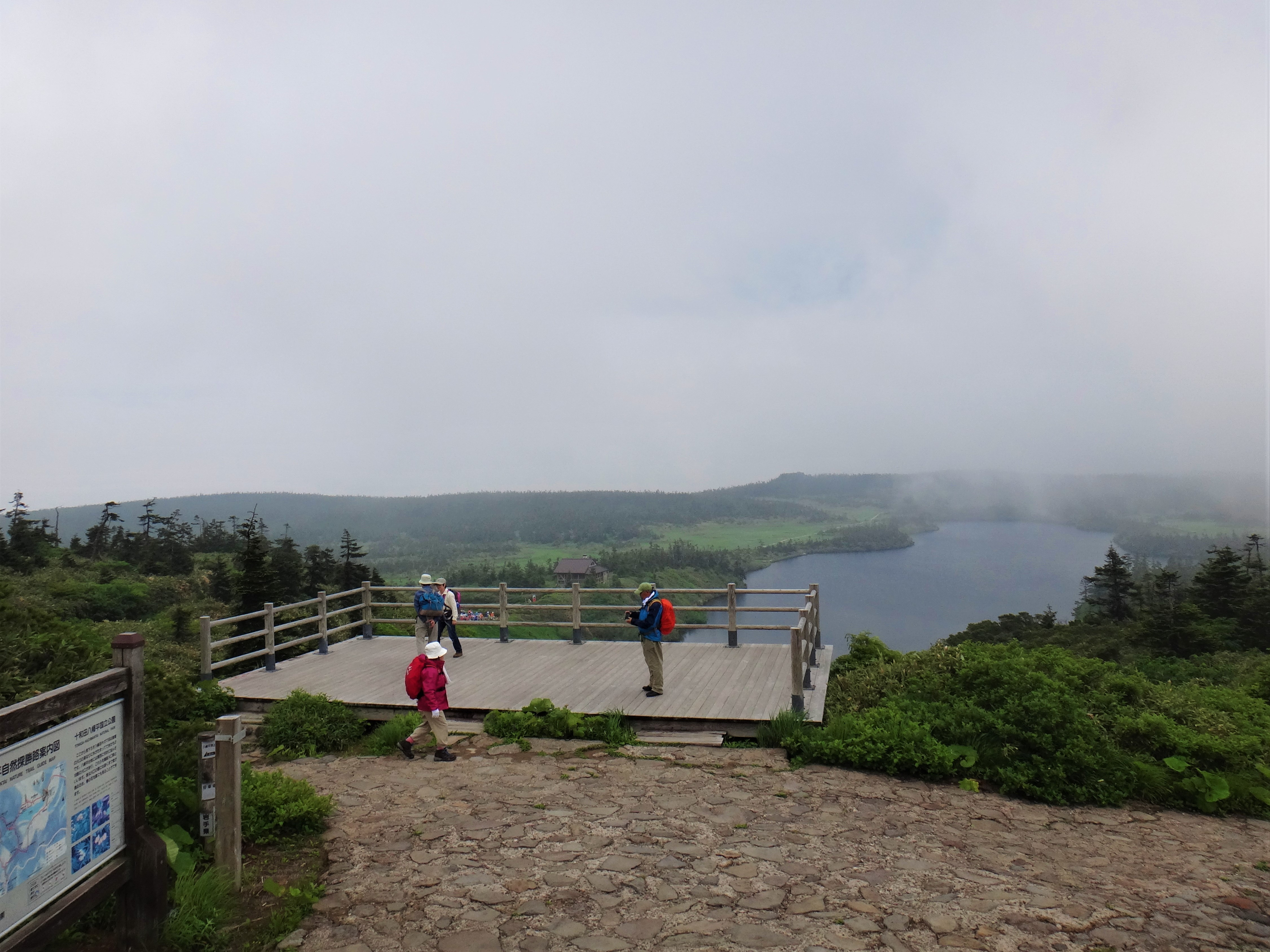
八幡沼の展望台
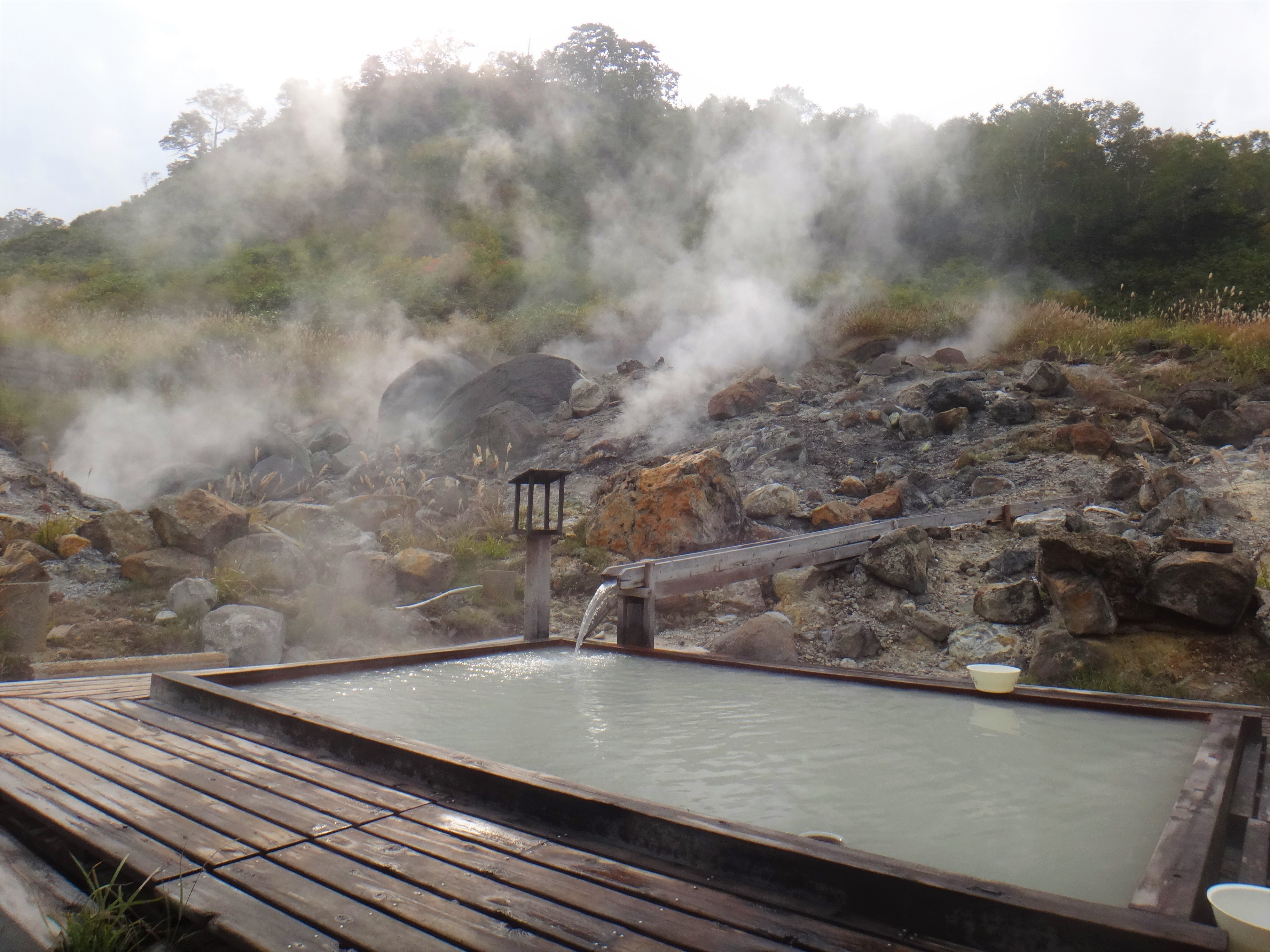
蒸ノ湯温泉
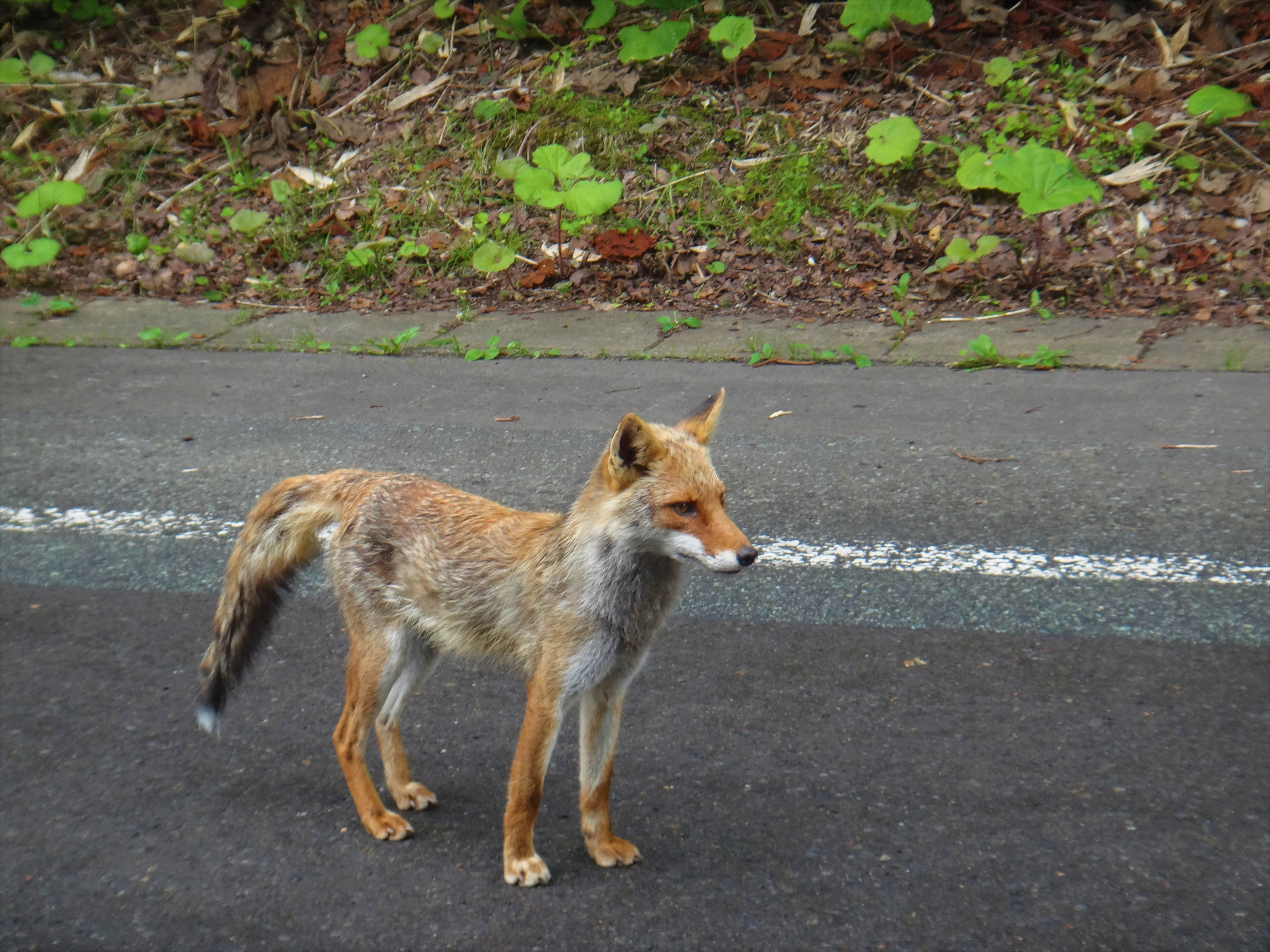
八幡平アスピーテラインのホンドキツネ
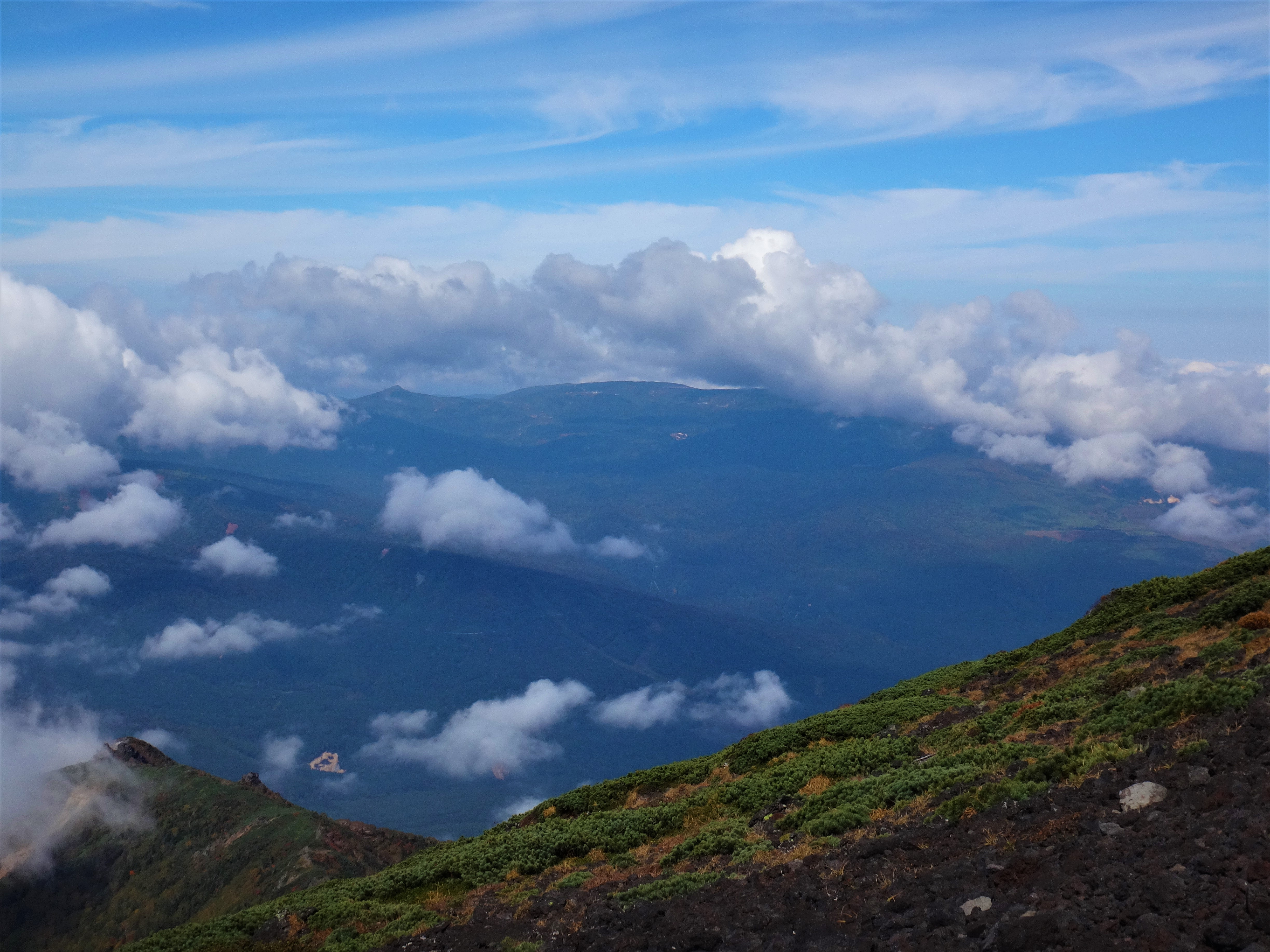
岩手山からの畚岳と八幡平